# Дроздцы
Дроздцы — деревня в Себежском районе Псковской области России. Входит в состав городского поселения Идрица.

## География
Находится на юго-западе региона, в северо-восточной части района, в лесной местности по берегу озера Дроздецкое двумя отдельными кварталами, ранее бывшими отдельно учтёнными селениями Малые Дрозцы и Большие Дрозцы.
Уличная сеть не развита.

## История
Одно из старейших поселений Себежского края. По преданию основано семьёй Страздсиней или Страздыней (от латыш. strazdu — дрозд) выходцев из Латгалии, бежавших от произвола немецких властей и принявших православие. В честь этого события в Дроздцах была построена церковь Архистратига Михаила.
На 1 января 1905 года в деревнях Большие и Малые Дроздцы имелось 16 дворов и проживало 160 человек.
В 1802—1924 годах земли поселения составляли селения Малые и Большие Дрозцы Себежского уезда Витебской губернии.
В 1941—1944 гг. местность находилась под фашистской оккупацией войсками Гитлеровской Германии.
До 1995 года деревня входила в Максютинский сельсовет. Постановлением Псковского областного Собрания депутатов от 26 января 1995 года все сельсоветы в Псковской области были переименованы в волости и деревня стала частью Максютинской волости.
В 2015 году Максютинская волость, вместе с Дроздцы и другими населёнными пунктами, была влита в состав городского поселения Идрица.

## Население
| 2001 | 2002 | 2010 |
| ---- | ---- | ---- |
| 23   | ↘11  | →11  |

Согласно результатам переписи 2002 года, в национальной структуре населения русские составляли 100 % от общей численности в 11 чел..

## Инфраструктура
Личное подсобное хозяйство.

## Транспорт
Деревня доступна по просёлочным дорогам.
Подходит автомобильная дорога общего пользования местного значения «От а/д Идрица-Ночлегово до дер. Дроздцы» (идентификационный номер 58-254-850 ОП МП 58Н-081), протяжённостью 6,8	км.